# Sture Stork
Sture Stork, född 25 juli 1930 i Saltsjöbaden, död 27 mars 2002 i Trångsund, var en svensk seglare.
Han seglade för KSSS. Han blev olympisk guldmedaljör i Melbourne 1956.